# Юозас Урбшис
Юозас Урбшіс (лит. Juozas Urbšys; 29 лютого 1896, село Шетеняй, Ковенський повіт, Ковенська губернія, Російська імперія — 2 травня 1991, Каунас, Литовська Республіка) — литовський офіцер, дипломат, політик. Міністр закордонних справ Литви в 1938—1940 роках.

## Життєпис
Народився в багатодітній родині. У 1907 році вступив до Паневежиської реальної гімназії. У ході навчання протягом року уроки литовської мови у нього вів видатний лінгвіст Йонас Яблонскіс. Закінчивши у 1914 році гімназію, на наступний рік був прийнятий в Ризький політехнічний інститут.
У 1915—1916 роках — співробітник московського Комітету з надання допомоги жертвам війни при Литовському допоміжному товаристві. У 1916 році мобілізований і зарахований в Чугуївське військове училище, яке закінчив наступного року. Брав участь в Першій світовій війні в складі російської імператорської армії. У 1918 році, після повернення на батьківщину, вступив в збройні сили Литви. У званні офіцера генерального штабу взяв участь в національній війні за незалежність. Демобілізувавшись у званні капітана в 1922 році, перейшов до дипломатичної діяльності.

## Політична діяльність
У 1922—1927 роках — завідувач консульським відділом литовського посольства в Берліні, у 1927—1933 роках — перший секретар в Парижі. У той же час в 1932 році в Каунасі випустив «Матеріали з історії дипломатичного конфлікту навколо питання про Вільнюс». У 1933—1934 роках — керівник дипломатичної місії і одночасно надзвичайний і повноважний посол в Ризі.
У 1934—1936 роках — директор політичного департаменту міністерства закордонних справ. У 1936—1938 роках — генеральний секретар МЗС. У грудні 1938 року одержав призначення на пост міністра закордонних справ Литви.
Уже в цьому статусі Урбшіс зіткнувся з серйозними зовнішньополітичними проблемами, в центрі яких лежала його держава: під тиском великих держав незалежності Литви підходив кінець. 22 березня 1939 року в Берліні він підписав договір з Йоахімом фон Ріббентропом, згідно з яким Клайпедський край увійшов до складу Третього рейху.
Він виявився безсилий запобігти радянській окупації і включенню Литви до складу СРСР. Під тиском Радянського Союзу і за згодою президента Смятони, згідно з договором від 10 жовтня того ж року, ухвалив рішення про анексію Віленського краю, окупованого радянськими військами в ході походу на Польщу, в обмін на згоду розмістити радянські гарнізони в Литві.
Припускаючи можливе введення радянських військ, 30 травня 1940 року відрядив інструкцію литовським дипломатичним місіям за кордоном, згідно з якою в разі здійснення вищевказаного сценарію пост міністра закордонних справ отримає надзвичайний і повноважний посол в Італії Стасис Лозорайтіс. 14 червня 1940 року його викликали в Москву з метою обговорення наступного радянського ультиматуму. У зв'язку з цим він виявився безсилим організувати який-небудь опір Радянському Союзу, який на наступний день окупував Литву.

## Під радянською окупацією
Завзято відстоюючи неправомірність дій СРСР: 16 червня був арештований й засланий до Тамбова. 23 червня 1941 був знову заарештований. Утримувався в Саратові, Москві, Кірові, Іванові, тюремній лікарні Горького. В цілому, в ув'язненні він прожив наступні 16 років, в тому числі 13 років — у в'язниці, з яких 11 років — в одиночній камері.
У 1943—1944 роках з катівень відправив Йосипу Сталіну два меморандуми про необхідність відновлення литовської державності. Утримувався з дружиною у в'язниці міста Іванова аж до переведення в Бутирку в 1952 році, де знову піддався допитам. Враховуючи знаходження в ув'язненні з 1941 року, засуджений на відбування решти терміну з початкових 25 років.
Після смерті Сталіна 27 серпня 1954 року був з дружиною реабілітований, водночас утративши право проживати на території балтійських республік і значних міст. У зв'язку з цим Урбшіси прийняли спільне рішення оселитися в Вязниках Володимирської області.
У 1956 році отримав дозвіл оселитися в Вільнюсі, де протягом наступних 25 років займався перекладом французької літератури. Серед іншого, в його перекладі на литовську мову вийшли твори таких письменників, як Бомарше, Гюстав Флобер, Мольєр, Ален Рене Лесаж, Антуан Франсуа Прево і Ромен Роллан. Сім'я зупинилася у письменниці Дануте Чюрльоніте-Зубовене.
У 1963 році відвідав Східний Берлін, в зв'язку з анексією Клайпедського краю виступивши свідком у справі Ганса Глобке, юридично обґрунтував необхідність переслідування євреїв[уточнити]. У період перебудови виступав на підтримку проголошення незалежності Литви.
Став автором ряду статей на тему проблем своєї держави і власних спогадів. У 1988 році у вільнюському видавництві вийшли його спогади «Литва в роки суворих випробувань, 1939—1940», що справила сенсаційне в політичному відношенні враження на литовську громадськість.
До моменту прийняття Верховною Радою Литовської РСР 11 березня 1990 року Акта «Про відновлення незалежної Литовської держави» Урбшіс уособлював собою спадкоємність сподівань різних поколінь литовців про незалежність і нагадував про агресію, жертвою якої стала його держава.
За заслуги перед Литвою, Європою і світом в цілому нагороджений орденами своєї батьківщини, Латвії, Естонії, Чилі, Франції і Швеції.
Помер вранці 2 травня 1991 року в результаті тривалої хвороби. Труна з його тілом була виставлена для урочистого прощання на території військового музею імені Вітовта Великого. Похований 4 травня на Петрашюнскому кладовищі — пантеоні видатних громадян Литви.